# Stearinsäuremethylester
Stearinsäuremethylester ist eine chemische Verbindung aus der Gruppe der Fettsäureester. Natürlich kommt Stearinsäuremethylester zu mehr als 6 % in den Blättern von Crotalaria ochroleuca vor.

## Gewinnung und Darstellung
Stearinsäuremethylester kann durch katalytische Hydrierung von Methyloleat gewonnen werden. Es kann auch durch Veresterung von Stearinsäure oder Stearin mit Methanol dargestellt werden.

## Eigenschaften
Stearinsäuremethylester ist ein brennbarer, schwer entzündbarer, wachsartiger, weißer Feststoff, der praktisch unlöslich in Wasser ist.

## Verwendung
Stearinsäuremethylester wird als Zwischenprodukt für Stearinsäurewaschmittel, Emulgatoren, Netzmittel, Stabilisatoren, Harze, Schmierstoffe und Weichmacher verwendet. Die Verbindung wird auch als Schmierstoff eingesetzt.